# Martin Kouakou Fofié
Martin Kouakou Fofié (* 1. Januar 1968) ist ein ivorischer Milizführer. Er war 2008 Stabsgefreiter und Kommandant der Forces Nouvelles im Sektor Korhogo.
Am 10. Dezember 2008 traten Sanktionen der EU gegen ihn in Kraft. Dabei wurden seine Finanzmittel und wirtschaftliche Ressourcen eingefroren. Ihm wurde vorgeworfen, dass es unter seinem Kommando zu, dem humanitären Völkerrecht widersprechenden, Rekrutierungen von Kindersoldaten, Entführungen, Verhängungen von Zwangsarbeit, sexuellem Missbrauch von Frauen, willkürlichen Festnahmen und außergerichtlichen Hinrichtungen gekommen sei. Außerdem störte er, laut der EU, die Tätigkeit des IWG, der Opération des Nations Unies en Côte d’Ivoire (UNOCI) und der französischen Streitkräfte und behinderte die Durchführung der  Resolution 1643 des UN-Sicherheitsrates.